# Yacine Bezzaz
Yacine Bezzaz (ur. 10 lipca 1981 w Grarem) – algierski piłkarz występujący na pozycji lewego lub ofensywnego pomocnika.

## Kariera klubowa
Yacine Bezzaz zawodową karierę rozpoczynał w 1999 w klubie CS Constantine. Po dwóch sezonach przeniósł się do JS Kabylie, z którym w 2002 wywalczył Afrykański Puchar Konfederacji. W finałowym dwumeczu algierska ekipa pokonała 4:1 kameruński Tonnerre Jaunde.
Latem 2002 Bezzaz przeprowadził się do Francji, gdzie podpisał kontrakt z pierwszoligowym AC Ajaccio. W Ligue 1 zadebiutował 27 września w przegranym 1:3 wyjazdowym meczu z Olympique Marsylia. W Ajaccio Bezzaz grał przez 3 lata, jednak nie potrafił wywalczyć sobie miejsca w pierwszym składzie i rozegrał tylko 25 ligowych meczów. W 2005 Algierczyk przeszedł do grającego w Ligue 2 Valenciennes FC. W sezonie 2005/2006 rozegrał 20 spotkań i razem z nową drużyną zdobył mistrzostwo drugiej ligi. Po awansie do Ligue 1 piłkarz regularnie dostawał szanse występów, jednak nie był podstawowym zawodnikiem Valenciennes. W trakcie sezonu 2008/2009 Bezzaz wypadł ze składu swojego zespołu i został przesunięty do rezerw, które grały w piątej lidze.
25 stycznia 2009 algierski pomocnik odszedł do drugoligowego Strasbourga. Do końca sezonu wystąpił w 9 ligowych pojedynkach i strzelił 1 bramkę w zwycięskim 3:1 meczu z AC Ajaccio. Latem 2010 Bezzaz trafił do Troyes AC. Następnie grał w USM Algier, CS Constantine i MC Oran. W 2015 ponownie trafił do Constantine.

## Kariera reprezentacyjna
W reprezentacji Algierii Bezzaz zadebiutował 21 lipca 2001 w zremisowanym 1:1 meczu z Egiptem, który był częścią eliminacji do Mundialu w Korei Południowej i Japonii. Zdobył wówczas swoją pierwszą bramkę dla drużyny narodowej. Do kadry reprezentacji Bezzaz regularnie zaczął być powoływany od 2007. W 2009 awansował z zespołem narodowym do Mistrzostw Świata w RPA. Ostatecznie na nich jednak nie wystąpił, natomiast w 2010 zagrał w Pucharze Narodów Afryki.